# Saint-Martin-de-la-Place
Saint-Martin-de-la-Place – miejscowość i dawna gmina we Francji, w regionie Kraj Loary, w departamencie Maine i Loara. W 2013 roku populacja ówczesnej gminy wynosiła 1186 mieszkańców. 
Dnia 1 stycznia 2018 roku połączono trzy wcześniejsze gminy: Gennes-Val-de-Loire, Les Rosiers-sur-Loire oraz Saint-Martin-de-la-Place. Siedzibą gminy została miejscowość Les Rosiers-sur-Loire, a nowa gmina przyjęła nazwę Gennes-Val-de-Loire.